# Sebastián Caboto
Sebastián Caboto o Gaboto (en italiano Sebastiano Caboto, en inglés Sebastian Cabot; Venecia, 1484-Londres, 1557), fue un cartógrafo y explorador al servicio de las coronas de Inglaterra y de España. Era hijo de Juan Caboto, un marino, cartógrafo y explorador y de su esposa veneciana, Mattea.

## Primeros años en Inglaterra
Cuando Sebastián era muy joven, en 1497, su padre, Juan Caboto lideró desde Brístol un viaje de exploración bajo bandera inglesa hasta la costa nororiental de Norteamérica. Al final de su vida, Sebastián afirmaría que no solo embarcó en este viaje con su padre sino que era él mismo el capitán al mando.

El 3 de abril de 1505, el rey Enrique VII de Inglaterra le concedió a Sebastián Caboto una pensión vitalicia de 10 libras en Bristol por sus servicios pasados y futuros "en el descubrimiento de las tierras nuevas". De ello se ha deducido que Sebastián pudo participar en 1504 en una de las numerosas expediciones enviadas por mercaderes de Bristol hacia Terranova y las tierras vecinas. Sin embargo, lo único que se sabe a ciencia cierta de ese viaje es que el capitán de esa expedición, Hugh Eliot, partió con dos barcos y regresó con un cargamento de pescado en salazón.

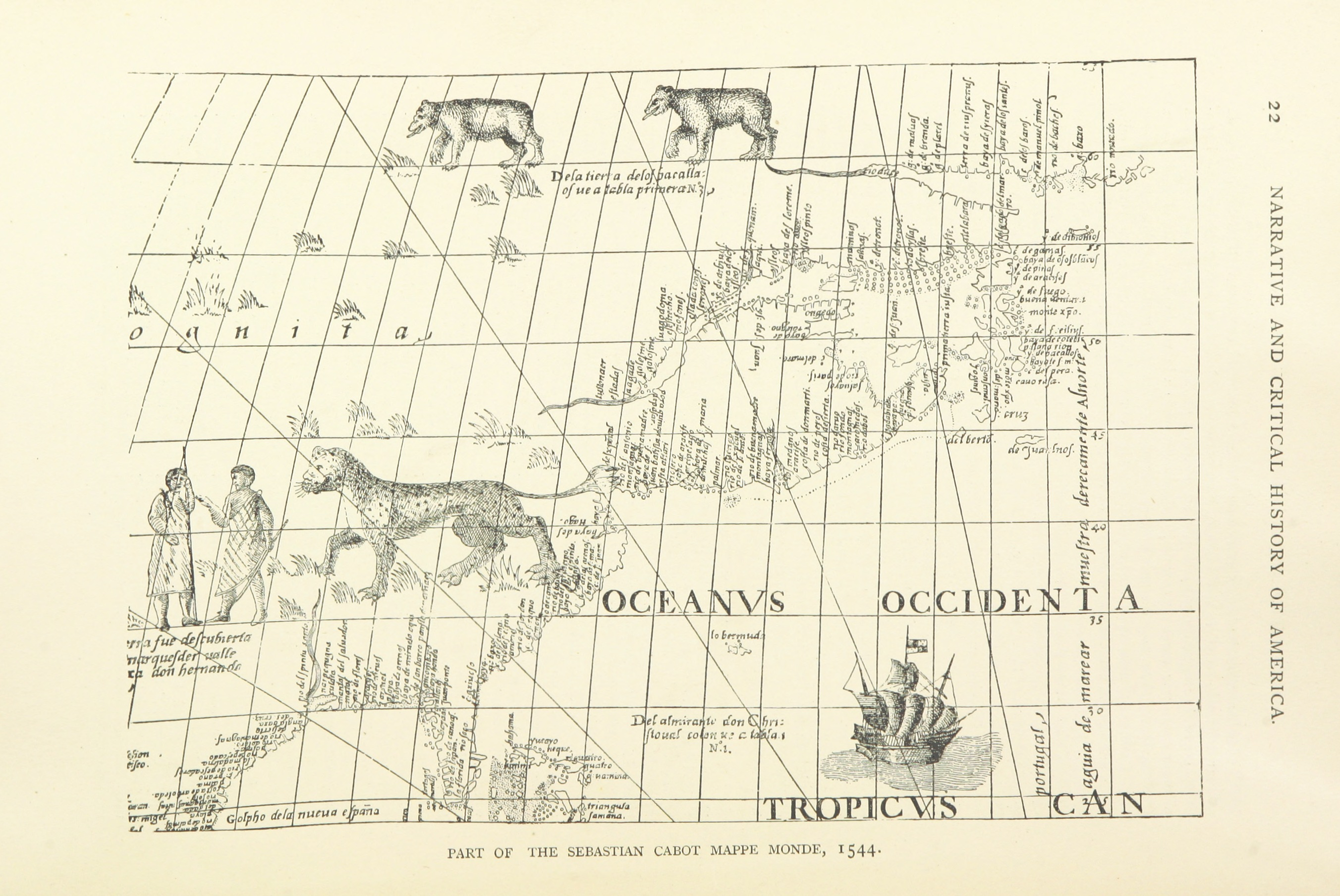
Detalle del mapamundi de Sebastián Caboto de 1544.

Sebastián Caboto afirmaba haber liderado él mismo otra expedición inglesa de Bristol a Norteamérica entre 1508 y 1509, Según afirmó su amigo Pedro Mártir de Anglería en 1516, Caboto habría partido con 300 hombres en busca de un paso hacia Asia por el norte del nuevo continente. Al no encontrarlo, habría virado al sur siguiendo la costa este de Norteamérica, hasta llegar a "casi la latitud de Gibraltar" y "casi la longitud de Cuba". De ser ciertas estas coordenadas, implicarían que Caboto llegó hasta la Bahía de Chesapeake, cerca de lo que hoy es Washington D. C. Este relato, no obstante, se considera poco fiable por la conocida tendencia de Caboto a fabular y a exagerar sus hazañas. Sí es cierto no obstante que Caboto no se personó en Bristol para cobrar su pensión hasta mayo de 1509, por lo que en efecto pudo haber participado en alguna navegación en 1508.

## Entre Inglaterra y España
Enrique VII murió en abril de 1509 y su hijo y sucesor, Enrique VIII, se mostró mucho menos interesado por las expediciones hacia occidente. Esto, sumado a los escasos resultados obtenidos hasta entonces, llevó a los mercaderes de Bristol a cesar sus viajes de exploración.
El 13 de septiembre de 1512 el rey Fernando II de Aragón, que también gobernaba Castilla en nombre de su hija, le pidió a un cortesano de Enrique VIII que permitiese a "Sebastián Caboto, inglés" venir a su corte desde Inglaterra. Un mes más tarde, Fernando nombró a Caboto "capitán de mar". Por esa época, la Corona española estaba planeando una expedición a Norteamérica en busca del paso a Asia. Se ha afirmado que ese año de 1512 Caboto había formado parte de una embajada enviada a España por Enrique VIII para negociar una alianza militar contra Francia y que Caboto llamó la atención de los negociadores españoles y luego del propio rey. En marzo de 1514 Caboto fue llamado a la Corte para "consultar el viaje que ha de hazer a descubrir", viaje que no consta que se materializase. En diciembre de ese año, el rey Fernando le comunicó a la Casa de la Contratación de Indias que Caboto no tenía experiencia suficiente para confiarle el mando de una expedición. No obstante, Caboto pasó la primera mitad de 1515 en la Corte, donde se hizo amigo del cronista Pedro Mártir de Anglería. Este afirmó en una carta que Caboto iba a partir en marzo de 1516 a buscar un estrecho, pero este viaje tampoco parece haber tenido lugar. En noviembre de 1515 estaba de vuelta en Sevilla, donde testificó sobre la posición del cabo de San Agustín junto a otros navegantes y cartógrafos. 
En 1517, muerto el monarca español, Caboto regresó a Inglaterra, donde trató infructuosamente de obtener respaldo de la Corona para una nueva expedición al Océano Atlántico.[cita requerida] En 1518 estaba nuevamente al servicio de la Corona Hispánica con el cargo de piloto mayor en la Casa de la Contratación de Sevilla. No participó en la expedición de Magallanes-Elcano de 1519-1522, a la que décadas más tarde recordaría haber visto partir de Sevilla.
En febrero de 1521, una orden del rey Enrique VIII de Inglaterra estipuló que "Sebastián" (no dio el apellido) capitanearía cinco naves de las compañías de librea con destino a Terranova. Caboto había viajado anteriormente a Inglaterra, en fecha desconocida, acompañado por un tal John Goderyk, y parece haber vuelto allí en 1521 pero estaba de vuelta en Sevilla como muy tarde en febrero de 1522.
Según el embajador de Venecia en España, Gasparo Contarini, un monje veneciano entró en contacto con Caboto en Londres y le preguntó cómo su ciudad natal podría beneficiarse de "esta navegación". Caboto le dijo que le mostraría su ruta pero que la guardase secreta porque le iba en ello la vida. Tras el regreso de Juan Sebastián Elcano de la primera vuelta al mundo, Caboto envió en secreto un emisario al gobierno de Venecia con el mensaje de que les revelaría una ruta nueva a China. Caboto negoció durante varios meses con Contarini y acordó viajar a Venecia con la excusa de ir a recoger su herencia materna. No parece que llegase a realizar ese viaje.
En 1524, Caboto fue uno de los miembros de la delegación del emperador Carlos V en la Junta de Badajoz-Elvas.
En Sevilla, Cabot se casó con Catalina Medrano y, en junio de 1523, fue nombrado tutor de la hija que esta había tenido con su pareja anterior, Pedro Barba, que había fallecido. Barba era hijo de Catalina Cerezo, cuñada de Amerigo Vespucci. Las desavenencias entre las dos mujeres les llevaron a un largo pleito judicial.

## Expedición de 1526-1530
Caboto ambicionaba dirigir una expedición de exploración y su oportunidad llegó a mediados de la década de 1520. La expedición de Magallanes (1519-1522) había encontrado para España una ruta hasta las islas de las Especias. Las negociaciones entre España y Portugal sobre a cuál de las dos potencias pertenecían esas islas habían fracasado en 1524 pero ello no fue obstáculo para que el emperador Carlos enviase nuevas expediciones allí. Una de ellas fue la dirigida por Caboto, que partió de Sanlúcar de Barrameda en abril de 1526. La armada estaba compuesta por tres naos y una carabela con un total de 210 hombres.

### Exploración del Río de la Plata

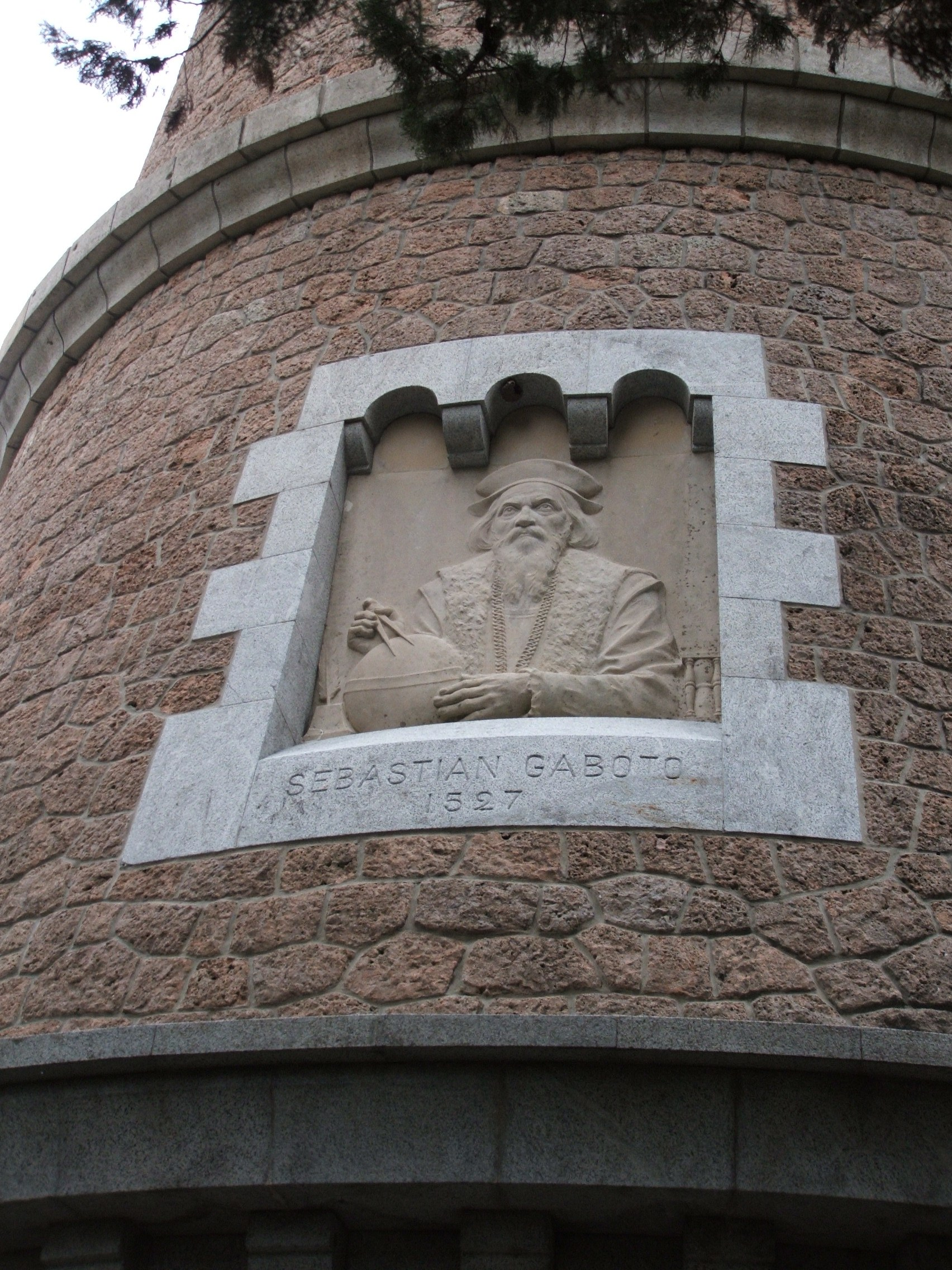
Bajorrelieve de Sebastián Caboto en el Parque Anchorena, Uruguay.

Llegado a América, Caboto tuvo conocimiento, por boca de náufragos, de la anterior expedición española de Juan Díaz de Solís y de la existencia de grandes yacimientos de oro y plata. Solís había llegado a esta zona en febrero de 1516 dándole el nombre de Mar Dulce a la zona creyendo que comunicaba con el Pacífico que en 1513 había descubierto Balboa.
El relato con el descubrimiento de Alejo García llegó a la costa del Brasil llegando a los oídos de Caboto.
En ese momento con una ruta planeada hacia las Molucas, fondea en Pernambuco donde se detienen varios días, entablando Caboto largas y secretas conversaciones con los jefes de la factoría portuguesa allí instalada. Caboto se entera de que el "río de Solís" ―al que algunos ya llamaban "río de la Plata"―, conducía a regiones pródigas en riquezas en plata y oro ("sierra de la plata"). Al oír las aventuras de García, Caboto abandona sus órdenes y decide dirigirse a la comarca de las riquezas.

La  decisión de detenerse en el Río de la Plata llevó a la oposición de los españoles Martín Méndez (su teniente general), de Miguel de Rodas (piloto de la nave capitana) y de Francisco de Rojas (el capitán del otro buque); Caboto los desembarcó abandonándolos en una isla. Posteriormente el abandono de su misión le acarrearía ser procesado y tener que abandonar España.
En 1526 ancló en el cabo de Santa María (actualmente Punta del Este) donde hizo construir una embarcación que pudiera navegar el Mar Dulce.  Encontrándose el 6 de abril de 1527 en la costa oriental del Río de la Plata en el actual departamento de Colonia en Uruguay, en la boca de un río que denominó San Lorenzo, metió dentro tres de sus embarcaciones, enviando la cuarta con el capitán Juan Álvarez Ramón a reconocer el río Uruguay, que desemboca allí, y a buscar un buen puerto.[cita requerida]

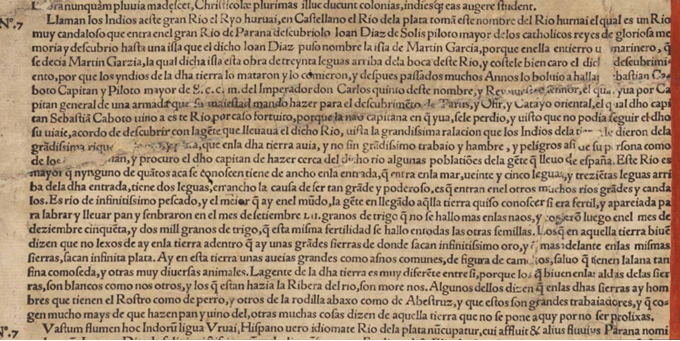
Detalle Nro. 7 del texto del mapamundi de Sebastián Caboto

Mientras tanto edificó una casa de paja circundada de palizada, en el sitio al cual llamó puerto de San Lázaro, en la práctica un fuerte con techos de paja y postes de madera para custodiar las embarcaciones y efectos que le podían impedir una defensa eficaz ante los indígenas del lugar.[cita requerida] Esa pequeña fortificación de muy corta vida fue el primer asentamiento de los españoles en Uruguay y en el Río de la Plata. Recibió allí la visita de Francisco del Puerto, ex marinero de Solís, ahora experto en lengua guaraní y conocedor de la región, quien se ofreció a conducirlos río arriba. Luego los abandonaría.
Al remontar el lado oriental del río "de la Plata" en mayo de 1527 y llegados a la zona del bajo río Uruguay, ubicaron un fondeadero apropiado en el río San Salvador donde anclaron sus naves mayores. Allí ubicaron el estratégico asentamiento llamado San Salvador, excavado por arqueólogos desde 2011.
El 9 de junio de 1527 construyó un segundo fortín en la desembocadura del río Carcarañá en el río Paraná, al que dio el nombre de Sancti Spiritu, junto a poblados de timbúes, carcaraes y guaraníes, con los que los europeos pronto se enemistarían.

Este fue el primer establecimiento español en lo que hoy es territorio argentino. Al poblado que se ubica en la vecindad se lo llamó justamente Puerto Gaboto, en la provincia de Santa Fe, a unos 50 km al norte de la actual ciudad de Rosario, para conmemorar la presencia del veneciano.
En 1528 viajando por el río Paraguay, llegó hasta la altura del río Pilcomayo, por lo que es considerado el primero que navegó sus aguas y por ello se lo conoce como descubridor del Paraguay por agua, cuatro años después de su descubrimiento por tierra por Alejo García en 1524.
Caboto regresa en 1530 a España, llevando consigo la leyenda de la «sierra de Plata y las tierras del Rey Blanco». Esta leyenda fue la que indujo a Carlos I a financiar la expedición ultramarina de Pedro de Mendoza en 1536.
La Sierra de la Plata fue una legendaria idea de tesoros de plata que se creía estaba en el interior de Sudamérica. La leyenda se alimentaba por el uso de objetos en plata que veían en los pueblos originarios de la región. La leyenda estaba asociada con la del Rey Blanco. Con toda probabilidad la tierra a la que se referían los guaraníes es el famoso Cerro Rico de Potosí en Bolivia, dato exacerbado por la imaginación y codicia de los aventureros.
Uno de los exploradores que hablan sobre la sierra de plata y el rey blanco por primera vez es Luis Ramírez en 1528 (tripulante de la armada de Sebastián Caboto). Escribió el 10 de julio de 1528 a sus padres una extensa Relación de viaje que despachó a España desde San Salvador, en busca de ayuda. Manifestándose de la siguiente manera:

Esta es gente muy ligera; mantiénense de la caza que matan y en matándola, cualquiera que sea, la beben la sangre, porque su prinçipal mantenimiento es, a causa de ser la tierra muy falta de agua. Esta generación nos dio muy buena relación de la sierra y del Rey Blanco, y de otras muchas generaçiones disformes de nuestra naturaleza, lo cual no escribo por parecer cosa de fábula, hasta que placiendo a Dios Nuestro Señor, lo cuente yo como cosa de vista y no de oídas.

Otro escribiente, Schmidel, que vendrá con Pedro de Mendoza, quizá mejor informado o menos ingenuo, relativiza el dato sobre el consumo de sangre animal de los "querandíes".

## Últimos años en España

Mapamundi realizado por Sebastián Caboto publicado en 1544.

En agosto de 1530, Caboto regresó a España, donde fue juzgado por haber abandonado el objetivo original de su expedición. Fue declarado culpable y deportado el 1 de febrero de 1532 a Orán, ciudad norteafricana conquistada pocos años antes por España. Después de un año fue perdonado por el emperador Carlos y volvió a Sevilla, permaneciendo como piloto mayor hasta 1547. Durante sus últimos años en el cargo, Caboto se enfrentó con los cosmógrafos de la Casa de la Contratación, principalmente Alonso de Chaves y Pedro de Medina, que defendían un enfoque matemático y astronómico de la navegación. Caboto le daba más importancia al saber práctico de los pilotos y consideraba válidos los mapas de Diego Gutiérrez, que utilizaban dos escalas diferentes de latitud. Finalmente, Caboto perdió esta disputa.

## Carrera final en Inglaterra
En 1547 fue llamado a Inglaterra por John Dudley, que había sido lord almirante (lord admiral) del rey Enrique VIII, y a partir de 1549 se convirtió en regente del joven rey Eduardo VI. Ese año Caboto recibió la concesión de una pensión vitalicia y fue nombrado gran piloto del reino. Por estos años, la marina inglesa se limitaba a expediciones mercantiles a Amberes y algunos otros puertos en Francia y España. Sus pilotos no tenían ni conocimiento práctico de la navegación a otras regiones ni conocimientos teóricos sobre latitudes o navegación astronómica. La llegada de Caboto se esperaba que serviría para formar a una nueva generación de pilotos que permitieran a Inglaterra ampliar sus horizontes náuticos y competir con las potencias ibéricas.
En 1551, junto con Hugh Willoughby y Richard Chancellor, Caboto fundó y dirigió la «Mystery and Company of Merchant Adventurers for the Discovery of Regions, Dominions, Islands, and Places unknown» («Misterio y Compañía de aventureros mercantes para el descubrimiento de regiones, dominios, islas y lugares desconocidos»), una compañía de carácter mercantil, que tenía como principal mecenas a John Dudley, ya duque de Northumberland y el hombre más poderoso del reino. La compañía centró su quehacer en la búsqueda de una ruta marítima hacia Rusia y Asia por el noreste. Entre tanto, Caboto seguía intrigando con Venecia para desvelarle el estrecho "que solo él conocía". En paralelo, como Carlos V seguía reclamando los servicios de Caboto en España, el anciano veneciano le propuso al emperador ser su espía en Inglaterra y en 1554 le envió unos supuestos planes anglo-franceses para la conquista del Perú.
Esa compañía de comerciantes exploradores protagonizó el primer viaje a través del Ártico, una expedición de tres barcos liderada por Willoughby en 1553-54, en la que Willoughby perdió la vida tras haber descubierto el archipiélago de Nueva Zembla. En ese mismo viaje participaba asimismo Richard Chancellor, que se había extraviado en el mar Báltico y a bordo del buque Edward Bonaventure encontró la entrada del mar Blanco y consiguió echar anclas en el puerto de Arcángel. Cuando el Zar Iván el Terrible tuvo conocimiento de ello, lo llamó a Moscú y Chancellor logró abrir una nueva ruta comercial con Moscú que favorecía el intercambio entre Inglaterra y Rusia. A su regreso a Inglaterra, la compañía se transformó entonces en la Muscovy Company of Merchant Adventurers (o Compañía de Moscú). Chancellor hizo un nuevo viaje a Moscú en 1555-56 y a su regreso perdió la vida en un naufragio.
Caboto murió probablemente en Londres entre el 29 de septiembre y el 25 de diciembre de 1557.

## Legado
Los diarios de los viajes de Caboto se extraviaron. Todo lo que se conserva de su trabajo personal es un mapamundi dibujado en 1544 y publicado no se sabe dónde, cuándo ni por quién. Una copia fue encontrada en Baviera y se halla en la Biblioteca Nacional de París. Este mapa es importante, entre otras cosas, porque clarifica lo descubierto en el primer viaje de su padre, Juan Caboto, a las costas de Norteamérica.
En 1549, Caboto encargó al grabador inglés Clement Adams Junior una nueva edición de este mapa, que tuvo bastante difusión en Inglaterra pero de la que no se conserva ningún ejemplar.